# Gramigna (pasta)
La gramigna è un tipo di pasta corta, originaria dell'Emilia-Romagna,

## Descrizione
La gramigna ha forma ricurva e ricorda i bucatini. Ne esistono di diversi formati, tra cui la meno frequente gramigna rigata. Un'altra variante è la gramigna "paglia e fieno", con l'aggiunta di spinaci all'impasto. Quando è di dimensioni inferiori, è usata anche per la preparazione della minestrina in brodo. La ricetta tradizionale prevede che sia condita con la salsiccia, nelle versioni "bianca" (salsiccia, burro e parmigiano) o "rossa" (salsiccia e salsa di pomodoro).

## Etimologia e storia

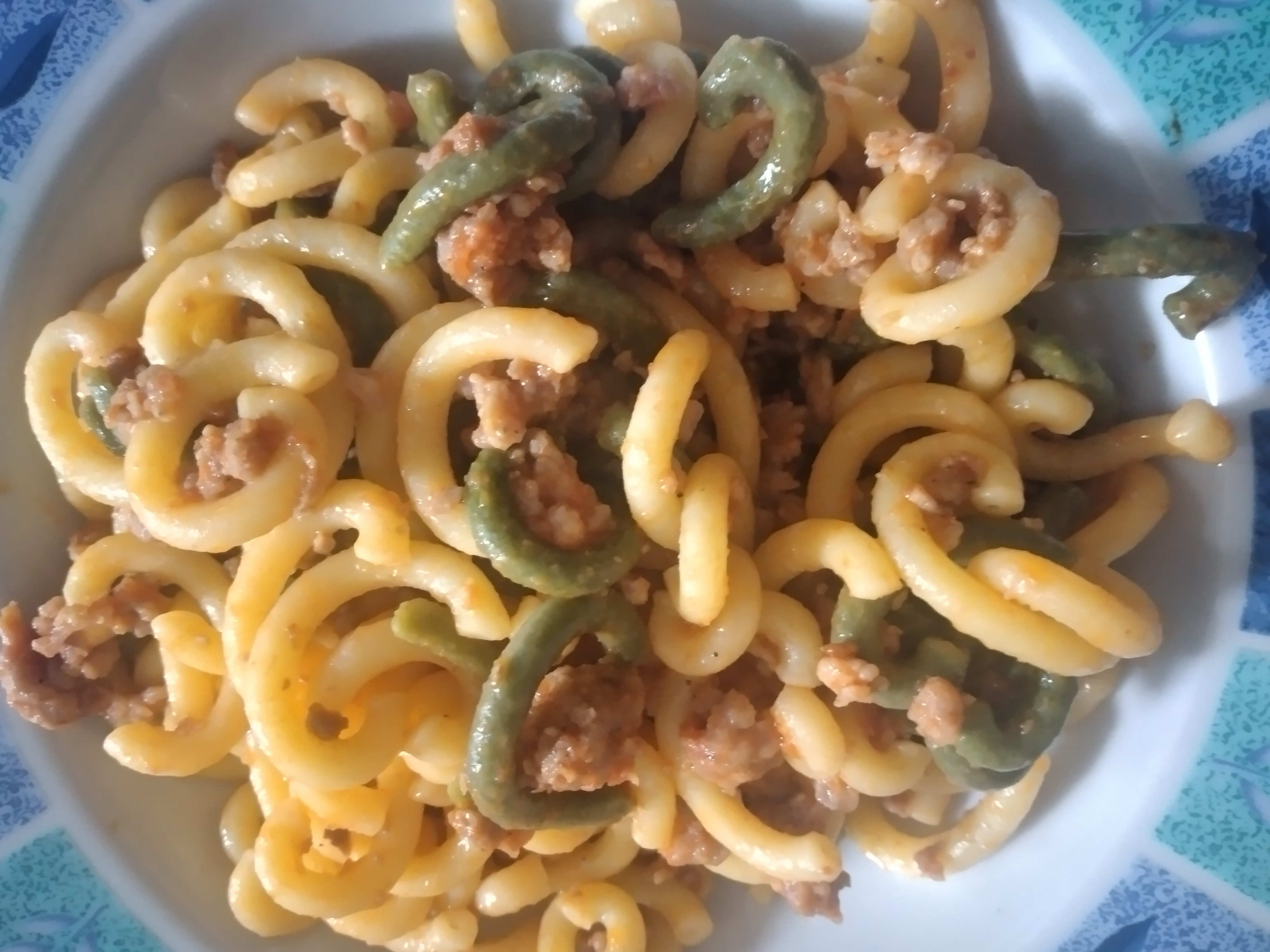
Gramigna paglia e fieno

Prende il nome dall'omonima pianta infestante, in quanto la forma ricorda quella dei suoi semi.
Nata presumibilmente a Bologna come formato di pasta all'uovo, è oggi preparata sia come pasta secca che come pasta fresca.